# Flydubai
Flydubai (arabisch فلاي دبي, Eigenschreibweise flydubai) ist die staatliche Billigfluggesellschaft des Emirats Dubai in den Vereinigten Arabischen Emiraten mit Sitz in Dubai und Basis auf dem Flughafen Dubai.

## Geschichte
Flydubai wurde 2008 gegründet und während der Aufbauphase durch die ebenfalls staatliche Emirates unterstützt, operiert aber selbstständig und gehört nicht zur Emirates Group. Konkurrenten von Flydubai sind Air Arabia und Jazeera Airways, wobei Letztere ebenfalls von Dubai aus operiert.
Flydubai hat eine durchsichtige Preisgestaltung, welche einfaches Reisen ermöglichen soll. Der Flugpreis in der Economy Klasse enthält neben dem Flug auch Steuern, Gebühren und 7 kg Handgepäck, in der Business Klasse sind 15 kg Handgepäck inkludiert. Weiteres Gepäck muss jedoch separat bezahlt werden. Auch sonstiger Service wie Verpflegung an Bord sind kostenpflichtig.

## Flugziele
Flydubai führt von Dubai Flüge nach Zentral-, Süd- und Südostasien, Europa und Nordafrika sowie in den Nahen und Mittleren Osten durch.

## Flotte
Mit Stand November 2023 besteht die Flotte der Flydubai aus 80 Flugzeugen mit einem Durchschnittsalter von 5,0 Jahren:
| Flugzeugtyp      | Anzahl | bestellt | Anmerkungen                             | Sitzplätze (Business/Eco) | Durchschnittsalter |
| ---------------- | ------ | -------- | --------------------------------------- | ------------------------- | ------------------ |
| Boeing 737-800   | 30     |          | zwei inaktiv; mit Winglets ausgestattet | 174 (12/162) 189 (–/189)  | 8,7 Jahre          |
| Boeing 737 MAX 8 | 47     | 137      |                                         | 166 (10/156) 174 (12/162) | 2,7 Jahre          |
| Boeing 737 MAX 9 | 03     | 137      |                                         | 172 (16/156)              | 5,0 Jahre          |
| Boeing 787-9     |        | 030      |                                         | – offen –                 |                    |
| Gesamt           | 80     | 167      |                                         |                           | 5,0 Jahre          |

An der Dubai Air Show 2017 gab flydubai bekannt, 225 weitere Boeing 737 MAX bestellt zu haben.

## Zwischenfälle
- Am 19. März 2016 stürzte eine Boeing 737-800 der Billigfluggesellschaft Flydubai (Luftfahrzeugkennzeichen A6-FDN) aus Dubai kommend beim Durchstarten aus einer Höhe von rund 1.200 Metern ab und schlug in steilem Winkel auf dem Flughafengelände des Flughafens Rostow am Don auf. Alle 62 Insassen, 55 Passagiere und sieben Crewmitglieder, kamen ums Leben (siehe auch Flydubai-Flug 981).[9]

## Trivia
Aufgrund des weltweiten Groundings der Boeing 737 Max, die von FlyDubai mehrfach bestellt wurde, musste die Emirates, eine andere staatliche Fluggesellschaft Dubais den Flug von Dubai nach Maskat mit einem Airbus A380 durchführen. Mit insgesamt 350 Kilometern war dies der kürzeste, jemals mit diesem Flugzeugtyp durchgeführte Linienflug der Welt.